# Walentin Andreew
Walentin Andreew (ur. 19 stycznia 2002) – bułgarski lekkoatleta specjalizujący się w rzucie młotem.
Brązowy medalista olimpjskiego festiwalu młodzieży w sezonie 2017. W kolejnym roku został wicemistrzem Europy U18 oraz srebrnym medalistą igrzysk olimpijskich młodzieży, był też finalistą mistrzostw świata U20. Zwycięzca olimpijskiego festiwalu młodzieży w Baku (2019).
Medalista mistrzostw krajów bałkańskich, mistrzostw Bułgarii oraz reprezentant kraju w meczach międzypaństwowych i pucharze Europy w rzutach.
Rekordy życiowe: młot o wadze 5 kg – 83,09 (9 czerwca 2018. Stambuł); młot o wadze 6 kg – 78,90 (15 maja 2021, Bałczik).

## Osiągnięcia
| Rok  | Impreza                                     | Miejsce      | Konkurencja        | Pozycja          | Wynik         |
| ---- | ------------------------------------------- | ------------ | ------------------ | ---------------- | ------------- |
| 2017 | Olimpijski festiwal młodzieży Europy (EYOF) | Győr         | rzut młotem (5 kg) | 3. miejsce       | 69,60         |
| 2018 | Mistrzostwa Europy U18                      | Győr         | rzut młotem (5 kg) | 2. miejsce       | 81,41         |
| 2018 | Mistrzostwa świata U20                      | Tampere      | rzut młotem (6 kg) | 10. miejsce      | 68,59         |
| 2018 | Igrzyska olimpijskie młodzieży              | Buenos Aires | rzut młotem (5 kg) | 2. miejsce       | 82,29 + 81,67 |
| 2019 | Mistrzostwa Europy U20                      | Borås        | rzut młotem (6 kg) | 5. miejsce       | 77,15         |
| 2019 | Olimpijski festiwal młodzieży Europy (EYOF) | Baku         | rzut młotem (5 kg) | 1. miejsce       | 82,72         |
| 2021 | Puchar Europy w rzutach                     | Split        | rzut młotem        | 6. miejsce       | 69,16         |
| 2021 | Mistrzostwa Europy U20                      | Tallinn      | rzut młotem (6 kg) | 6. miejsce       | 74,47         |
| 2021 | Mistrzostwa świata U20                      | Nairobi      | rzut młotem (6 kg) | 9. miejsce       | 69,42         |
| 2022 | Puchar Europy w rzutach                     | Leiria       | rzut młotem        | 5. miejsce (U23) | 69,83         |
| 2023 | Puchar Europy w rzutach                     | Leiria       | rzut młotem        | 4. miejsce (U23) | 69,88         |
| 2023 | II dywizja drużynowych mistrzostw Europy    | Chorzów      | rzut młotem        | 9. miejsce       | 67,42         |
| 2023 | Mistrzostwa Europy U23                      | Espoo        | rzut młotem        | 8. miejsce       | 70,58         |
| 2023 | Uniwersjada                                 | Chengdu      | rzut młotem        | –                | NM            |
| 2024 | Puchar Europy w rzutach                     | Leiria       | rzut młotem        | 4. miejsce (U23) | 68,58         |
| 2025 | Puchar Europy w rzutach                     | Nikozja      | rzut młotem        | 21. miejsce      | 70,55         |